# Исаев, Ризван Абдуллаевич
Ризван Абдуллаевич Исаев (10 февраля 1984, Кизляр, Дагестанская АССР, РСФСР, СССР) — российский кикбоксёр. Заслуженный мастер спорта по кикбоксингу. Мастер спорта по рукопашному бою. Многократный чемпион мира и Европы по кикбоксингу. Кандидат педагогических наук.

## Биография
Родом из селения Муги Акушинского района Дагестанской АССР. В 2001 году окончил школу № 10 в Кизляре. Выпускник Волгоградской академии МВД России.
Кикбоксингом стал заниматься в 2001 году, когда пришёл в секцию к Виктору Петровичу Тулиеву. Когда переехали в Волгоград, поступил в училище олимпийского резерва, затем в академию МВД РФ.

## Титулы и достижения
- Профессиональный спорт
  - Чемпион мира среди профессионалов 2007 (WAKO PRO)
- Любительский спорт
  - Победитель первенства мира 2002 (WAKO)
  - Чемпион мира 2004 (WKA-IAKSA)
  - Чемпион мира 2005 (WKA)
  - Финалист Чемпионата Европы 2006 (WAKO)
  - Финалист Чемпионата мира 2007 (WAKO)
  - Чемпион Европы 2008 (WAKO)
  - Победитель Кубка мира 2009 (WAKO)